# Mureaumont
Mureaumont ist eine französische Gemeinde mit 140 Einwohnern (Stand 1. Januar 2022) im Département Oise in der Region Hauts-de-France. Die Gemeinde liegt im Arrondissement Beauvais und ist Teil der Communauté de communes de la Picardie Verte und des Kantons Grandvilliers.

## Geographie
Die Gemeinde, ein Straßendorf, liegt rund vier Kilometer südöstlich von Formerie. Zu ihr gehören die Weiler Colagnie-le-Bas und Colagnie-Dan.

## Geschichte
Die Gemeinde nahm 1841 Colagnie-le-Bas auf.

## Einwohner
| 1962 | 1968 | 1975 | 1982 | 1990 | 1999 | 2006 | 2011 |
| ---- | ---- | ---- | ---- | ---- | ---- | ---- | ---- |
| 146  | 139  | 133  | 105  | 115  | 110  | 152  | 145  |

## Verwaltung
Bürgermeister (maire) ist seit 2008 Alain Degry.

## Sehenswürdigkeiten
- Kirche Saint-Christophe aus dem 19. Jahrhundert mit polygonalem Chor.